# شيخ معروف
شيخ‌ معروف هي قرية في مقاطعة نقدة، إيران. عدد سكان هذه القرية هو 238 في سنة 2006.